# Linearità (metrologia)
La linearità è la proprietà di uno strumento di misura di dare in uscita (lettura) valori che possano mettersi in relazione lineare con il segnale d'ingresso (misurando).
Uno strumento con comportamento lineare darà il valore di lettura in uscita perfettamente proporzionale al misurando in ingresso; in altre parole seguirà la funzione:
{\displaystyle G_{out}=k\cdot G_{inp}+o}
dove:
Gout è il valore della lettura in uscita;
Ginp è il valore del misurando in ingresso;
k è la sensibilità nominale dello strumento;
o è l'offset dell'uscita quando la grandezza d'ingresso è uguale a zero.
Normalmente la sensibilità nominale "k" e il valore "o" di offset, si ricava calcolando i parametri caratteristici della retta di regressione lineare ottenuta con il metodo dei minimi quadrati, a partire dai valori ottenuti dalla taratura dello strumento.
I vantaggi di avere uno strumento lineare sono sostanzialmente due, legati tra loro:
- semplicità di utilizzo, in quanto è facile ricavare la misura a partire dalla lettura d'uscita (nel caso di strumenti a lettura diretta le due coincidono, negli altri casi basta un semplice calcolo);
- maggiore precisione, in quanto l'assenza di uno scostamento significativo dalla transcaratteristica nominale si traduce in una riduzione degli errori sistematici.

Per questi motivi la linearità è una caratteristica fortemente voluta, quello che l'utente si aspetta di ottenere dallo strumento.

## Errori di linearità
Per quanto possa essere una caratteristica desiderata, nella realtà nessun strumento si presenta con caratteristiche perfettamente lineari.
Nella strumentazione reale la sensibilità (la sopra citata costante "k") varia in funzione di molteplici fattori, tra cui proprio la grandezza d'ingresso. Ad esempio, è facile riscontrare strumentazione con sensibilità molto basse quando la grandezza d'ingresso è prossima allo zero o saturazione del valore d'uscita poco oltre il fondoscala nominale. In pratica, la strumentazione si può considerare sufficientemente "lineare" (o lineare per quanto dichiarato dalle specifiche tecniche) solo all'interno del campo di misura della stessa.
La presenza di discordanze tra il comportamento reale dello strumento e quello "nominale" si traduce in un errore sistematico che influisce sulla precisione di misura. Questo errore viene chiamato errore di linearità, e costituisce una componente della valutazione dell'incertezza di misura.

## Tipi di linearità
Come già accennato, uno strumento reale può variare la propria sensibilità ("costante" k) al variare di diverse condizioni, sia in relazione alle caratteristiche della grandezza misurata, sia in relazione alle di caratteristiche di contorno (esempio le condizioni ambientali). Normalmente però, quando si parla di linearità di uno strumento, si intende il comportamento dello stesso al variare delle caratteristiche della grandezza misurata.
Se non diversamente specificato, quando si parla di "linearità" di uno strumento si intende la linearità in ampiezza, vale a dire la proprietà di mantenere costante la sensibilità al variare del valore della grandezza d'ingresso. Questa è ovviamente una caratteristica fondamentale di qualsiasi sistema di misura.
Quando invece si ha a che fare con strumentazione destinata a misurare grandezze variabili (esempio segnali elettrici alternati, segnali acustici, vibrazioni, ecc…), quando si parla di "linearità", normalmente si intende la linearità in frequenza, cioè la proprietà di mantenere costante la sensibilità al variare della frequenza della grandezza d'ingresso. Ciò perché spesso è proprio questa ad essere la fonte d'errore più significativa in questo tipo di strumentazione.